# Reazione Agostini
Reazione Agostini è un esame semplificato per la presenza di glucosio nelle urine umane.
Il metodo consiste nel preparare una soluzione di cloruro di sodio e ossido di potassio, aggiungendo l'urina da analizzare. Se il glucosio è presente, la soluzione diventa rossa.